# Ренду
Ренду (порт. Rendo)  —  район (фрегезия) в Португалии,  входит в округ Гуарда. Является составной частью муниципалитета  Сабугал. По старому административному делению входил в провинцию Бейра-Алта. Входит в экономико-статистический  субрегион Бейра-Интериор-Норте, который входит в Центральный регион. Население составляет 342 человека на 2001 год. Занимает площадь 22,40 км².
Покровителем района считается Святой Себастьян (порт. São Sebastião). 